# مقاطعة ماكلاين (أوكلاهوما)
مقاطعة ماكلاين (بالإنجليزية: McClain County)‏ هي إحدى مقاطعات ولاية أوكلاهوما في الولايات المتحدة الأمريكية.
تأسست المقاطعة عام 1907، وتبلغ مساحتها حوالي 1,500 كيلومتر مربع. يبلغ عدد سكانها حوالي 34,000 نسمة وفقًا لتعداد عام 2020. عاصمتها مدينة بورسيل. تتميز المقاطعة بمزيج من المناطق الحضرية والريفية، وتضم العديد من المتنزهات والبحيرات التي توفر أنشطة ترفيهية متنوعة.
تتميز مقاطعة ماكلاين بمزيج من المناطق الحضرية والريفية، وتضم العديد من المتنزهات والبحيرات التي توفر أنشطة ترفيهية متنوعة. كما أنها جزء من منطقة أوكلاهوما سيتي الحضرية، مما يتيح لسكانها الوصول إلى مرافق وخدمات المدينة الكبرى. في أبريل 2023، تعرضت المقاطعة لأعاصير تسببت في خسائر بشرية ومادية، حيث قُتل شخصان نتيجة الأحوال الجوية القاسية.